# Stewart Shapiro
Pour les articles homonymes, voir Shapiro.
Stewart Shapiro (né en 1951) est un professeur de philosophie à l'université de l'Ohio et professeur invité à l'université du Connecticut. Il est une figure de proue de la philosophie des mathématiques où il défend la variété abstraite du structuralisme.

## Biographie
Shapiro a étudié les mathématiques et la philosophie à l'université Case Western Reserve en 1973. Il a ensuite obtenu sa maîtrise en mathématiques à l'université d'État de New York à Buffalo en 1975. Il a été transféré au département de philosophie de l'Université de Buffalo, où, trois ans plus tard, il a obtenu un doctorat sous la direction de John Corcoran.
Il a été élu membre de l'Académie américaine des arts et des sciences en 2021.

## Publications

### Livres
- Philosophy of Mathematics: Structure and Ontology.  Oxford University Press, 1997.   (ISBN 0-19-513930-5)
- Thinking about Mathematics: The Philosophy of Mathematics.  Oxford University Press, 2000.   (ISBN 0-19-289306-8)
- Foundations without Foundationalism: A Case for Second-Order Logic.  Oxford University Press, 1991.   (ISBN 0-19-853391-8)
- Vagueness in Context. Oxford University Press, 2006.  (ISBN 0-19-928039-8)
- Varieties of Logic. Oxford University Press, 2014.  (ISBN 978-0199696529)
- Varieties of Continua: From Regions to Points and Back, avec Geoffrey Hellman (Oxford University Press, 2018).
- Mathematical Structuralism, avec Geoffrey Hellman (Cambridge University Press, 2019).

### Éditions
- Intensional Mathematics, Studies in Logic and the Foundations of Mathematics 113, Amsterdam, North Holland Publishing Company, 1985. Contributors: S. Shapiro, J. Myhill, N. D. Goodman, A. Scedrov, V. Lifschitz, R. Flagg, R. Smullyan.
- The Limits of Logic: Higher-Order Logic and the Löwenheim-Skolem Theorem, Routledge, 1996.
- Special issue of Philosophia Mathematica 4(2). Contributeurs: P. Benacerraf, G. Hellman, B. Hale, C. Parsons, M. Resnik, S. Shapiro. Contributors: P. Benacerraf, G. Hellman, B. Hale, C. Parsons, M. Resnik, S. Shapiro, 1996.
- The Oxford Handbook of Philosophy of Mathematics and Logic. Oxford University Press, 2005.  (ISBN 0-19-514877-0)